# Cuitláhuac García Jiménez
Cuitláhuac García Jiménez (Xalapa, 18 aprile 1968) è un politico messicano, governatore di Veracruz dal 2018 al 2024.

## Biografia
Nato Xalapa il 18 aprile 1968, è figlio di Atanasio García Durán e Julieta Jiménez Torres, entrambi insegnanti. È il quinto di sei figli. Suo padre è stato anche deputato locale al Congresso dello Stato di Veracruz.
Nel 1991 studia ingegneria meccanica elettrica presso l'Università di Veracruz fino al 1994. Consegue poi due master: il primo in elettrotecnica all'Istituto politecnico nazionale e il secondo nel 1997 in scienze di controllo presso l'Università di Manchester, Regno Unito. Nel 2003 diventa docente presso l'Università tecnica di Amburgo-Harburg, dove rimane fino al 2004. Nel 2005 insegna invece all'Università di Veracruz, nella quale rimane fino al 2007.

### Carriera politica
Inizialmente entra in politica come attivista nel Partito socialista messicano per simpatia verso il politico Heberto Castillo, allora segretario di partito. Successivamente, dal 1989, fa parte del Partito della Rivoluzione Democratica, dove rimane per quasi 25 anni.
Dal 2014 fa parte invece del partito Morena. Nel 2015 si candida come deputato federale per il suo stato, vincendo, venendo quindi eletto.
Nel 2016 è fra i candidati governatori dello stato per elezioni di quell'anno. Non potendo essere candidato e contemporaneamente membro del parlamento, chiede e riceve un'autorizzazione per uscire momentaneamente dal parlamento. Non vince le elezioni, quindi rientra in parlamento.
Nel 2018 ritenta, ricandidandosi alle elezioni di Veracruz con la coalizione Juntos Haremos Historia, dove ottiene la vittoria con 1.667.239 dei voti (pari al 44,02%). Assume ufficialmente la carica il 1º dicembre dello stesso anno.
Il 30 novembre 2024, sei anni dopo il suo insediamento, cessa il suo incarico da governatore statale.

## Vita privata
È celibe e non ha figli.